# Puebla de la Calzada
Puebla de la Calzada est une commune d’Espagne, dans la province de Badajoz, communauté autonome d'Estrémadure.